# サイハテホーム
「サイハテホーム」は、サクラメリーメンが2006年7月5日にリリースした1枚目のマキシシングル。サクラメリーメンのメジャーデビューシングルである。

## 概要
- 1stアルバム「ロングロード・オデッセイ」にはアルバムバージョンが収録されている。
- 5thシングル「君のカケラ」にはライブバージョンが収録されている。
- サクラメリーメンでは、この作品だけBabeStarレーベルから出ている。

## 収録曲
1. サイハテホーム
カルピスウォーターのCMソング。遠距離恋愛を歌った歌。
2. リバー
Vo&Gの小西透太が高校3年生の時、進路を迷いながら作った曲。何にも流される心を「川」と例えたため、タイトルが「リバー」となった。

## 収録シングル・アルバム
1. サイハテホーム
『サイハテホーム〜Album ver.〜』(1stアルバム「ロングロード・オデッセイ」 #1収録。)
『サイハテホーム〜live ver.〜』(5thシングル「君のカケラ」 #4収録。)

## タイアップ
- カルピスウォーターCMソング(#1)